# Слима
Слима (мальт. Tas-Sliema, англ. Sliema) — город, расположенный на северном побережье Мальты. Город является важным центром экономики, шопинга и отдыха. Слима — главная жилая и торговая зона. Здесь сосредоточены многие современные гостиницы Мальты. Слима, что означает «частица, комфорт», был тихой рыбацкой деревушкой на полуострове вдоль бухты Марсамшетт из Валетты. Ныне Слима и близлежащее побережье — это основное место проживания туристов и отдыхающих на Мальте. Курортный сезон продолжается круглый год.

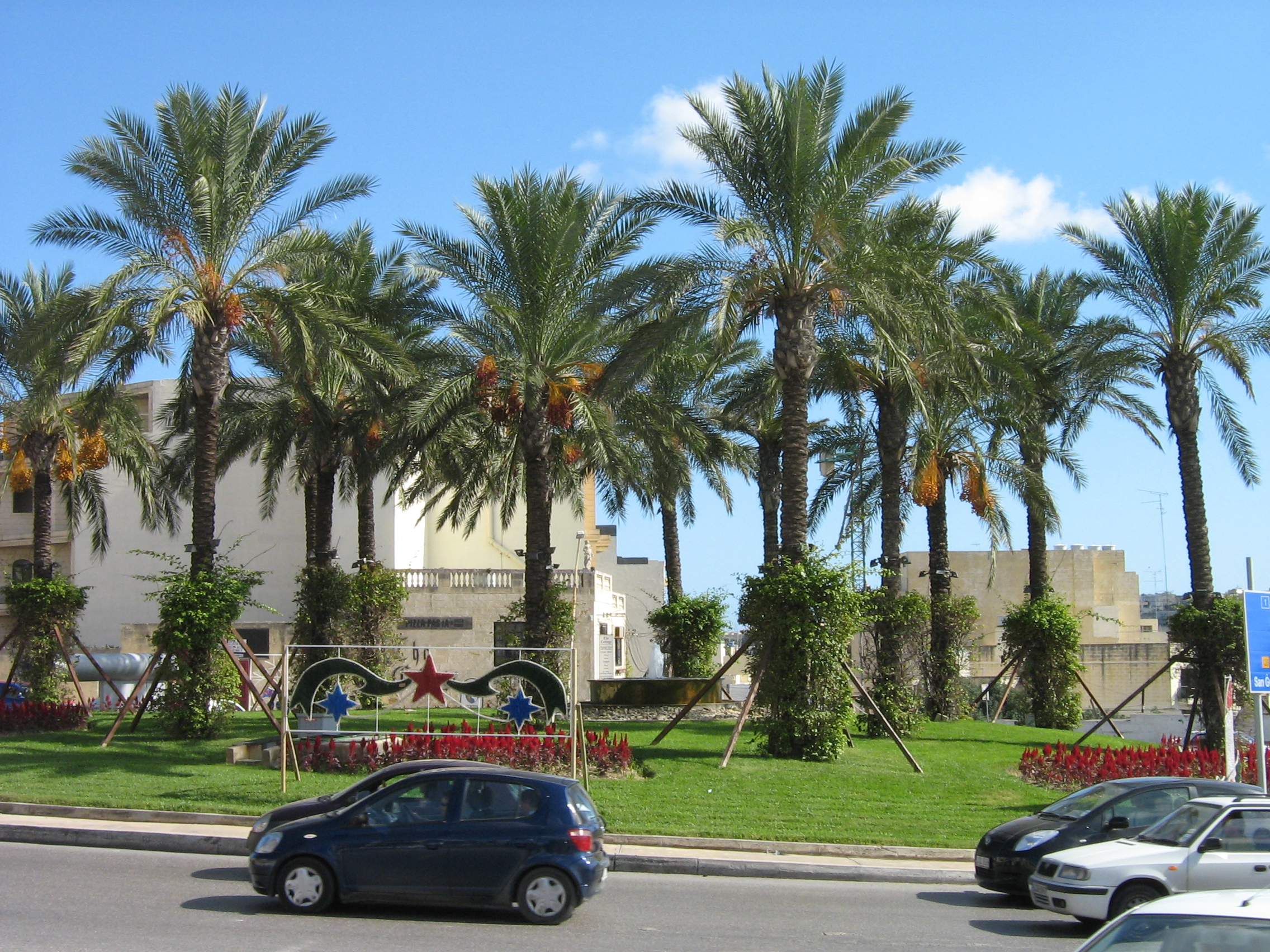
Слима в ноябре

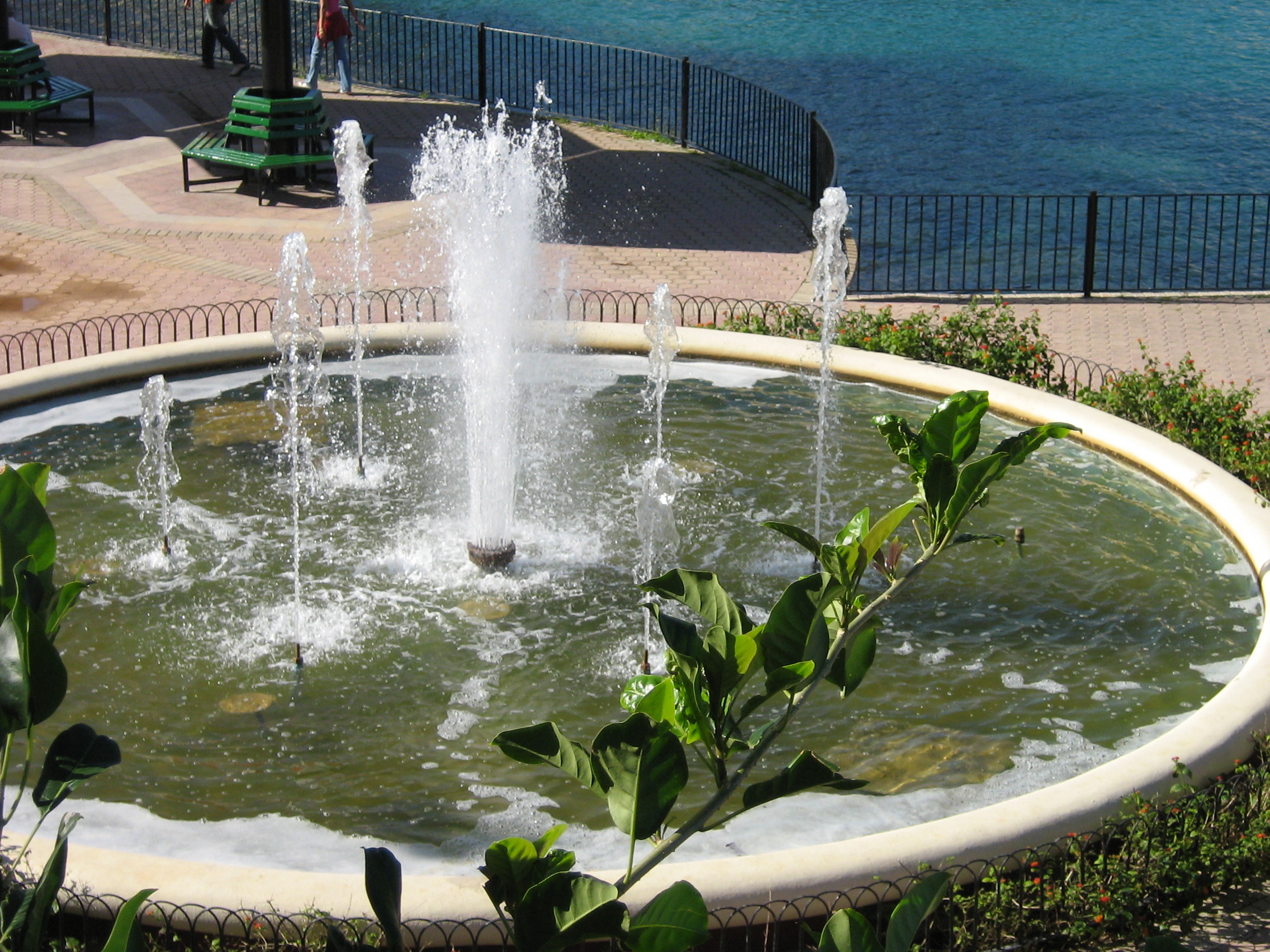
Набережная Слима

## Известные уроженцы
В Слиме родились нескольких знаменитых людей. Это родина бывшего премьер-министра доктора Альфреда Сэнта; доктора Майкла Фальзоне из Мальтийской лейбористской партии; капитана Джорджа Стивала, верховного комиссара Мальты в Австралии в 1950-1960 годы; британского журналиста Питера Хитченса и вокалиста Марка Стораца из швейцарской группы тяжелого металла «Krokus» и мальтийской певицы Иры Лоско, представительницы Мальты на Евровидении-2016, Евровидении-2002.